# 小川幸辰
小川 幸辰（おがわ こうしん）は、日本の漫画家、ライター。東京都出身、千葉県在住。男性。成年向け雑誌や同人誌ではおがわ甘藍（おがわ かんらん）名義で活動。
谷村ひとしのアシスタントを経験した後『不思議な野原』でアフタヌーン四季賞に準入選。1993年に『ざくろの園』で四季賞を受賞しデビュー。
代表作に『エンブリヲ』（月刊アフタヌーン）がある。
文筆業ではホシナ　コウヤ名義の漫画家ライターとして自然や民俗学といったジャンルを中心に記事を書いている。

## おがわ甘藍
最近ではおがわ名義での成年誌での活動が主体。「小川幸辰」名義の頃とは全く画風が異なっている。作風はいわゆる美少女系、特に外見が中学生以下に見えるような少女がメインの作品が多い。
しかし、『エンブリヲ』で培った独特の雰囲気や、どこか郷愁的・叙情的なものを感じさせる作風で普通の美少女漫画家とは一線を画している。
また単行本には「かんらんちゃん」という美少女が登場する漫画が描き下ろされている。これによりネット上では、作者は幼女であるという設定（ネタとして）で遊ばれる事がある。

## 作品一覧

### 小川幸辰名義
- [1985年]　小川幸辰作品集（自費出版本）
- [1991年]　不思議な野原
- [1993年]　ざくろの園
- [1994年]　エンブリヲ（アフタヌーンKC [2]全3巻）
- [1997年]　栄光館殺人事件（桜神父の事件ノート1）（アフタヌーンKC単巻、原作：青木吾郎）
- [1998年]　孤島館殺人事件（桜神父の事件ノート2）（アフタヌーンKC単巻、原作：青木吾郎）
- [2017年]　みくまりの谷深（HARTA COMIX全2巻[3]）

### おがわ甘藍名義
- [2001年]　可憐少女
- [2002年]　初少女
- [2002年]　いけない少女
- [2002年]　ピュアガール
- [2003年]　甘美少女
- [2003年]　禁断の林檎
- [2004年]　秘密の女子寮
- [2005年]　聖少女
- [2005年]　コミック入れかえ魂 Vol.2（同人誌）
- [2006年]　妖かしの館
- [2006年]　初少女DX
- [2006年]　甘美少女DX
- [2007年]　甘くて危険な帰り道
- [2008年]　あねいもぉと
- [2009年]　鏡の中のわたし
- [2011年]　ママはチャイドル！！ 全3巻（ネメシス連載）

## 逸話
- 漫画家の鬼頭莫宏が、四季賞に入選した頃のアフタヌーンのイメージは『エンブリヲ』だったとコメントしている（「アフタヌーン四季賞CHRONICLE」付属ブックレットより）。